# Zarcero (kanton)
Zarcero, tot 2010 Alfaro Ruiz, is het 11de kanton van de Costa Ricaanse provincie Alajuela. Het gebied beslaat een oppervlakte van ongeveer 155 km² en  heeft een bevolkingsaantal van 11.556 inwoners. Zarcero is de hoofdplaats van het kanton.
Het kanton is onderverdeeld in 7 districten :
1. Zarcero
2. Laguna
3. Tapezco
4. Guadalupe
5. Palmira
6. Zapote
7. Brisas

Alajuela · Atenas · Los Chiles · Guatuso · Grecia · Naranjo · Orotina · Palmares · Poás · San Carlos · San Mateo · San Ramón · Sarchí · Upala · Zarcero